# Regeringen Clinton
Regeringen Clinton satt under tiden som Bill Clinton var president i USA mellan 20 januari 1993 och 20 januari 2001.
Ministären kallas på engelska Cabinet; se USA:s kabinett.

## Ministrar

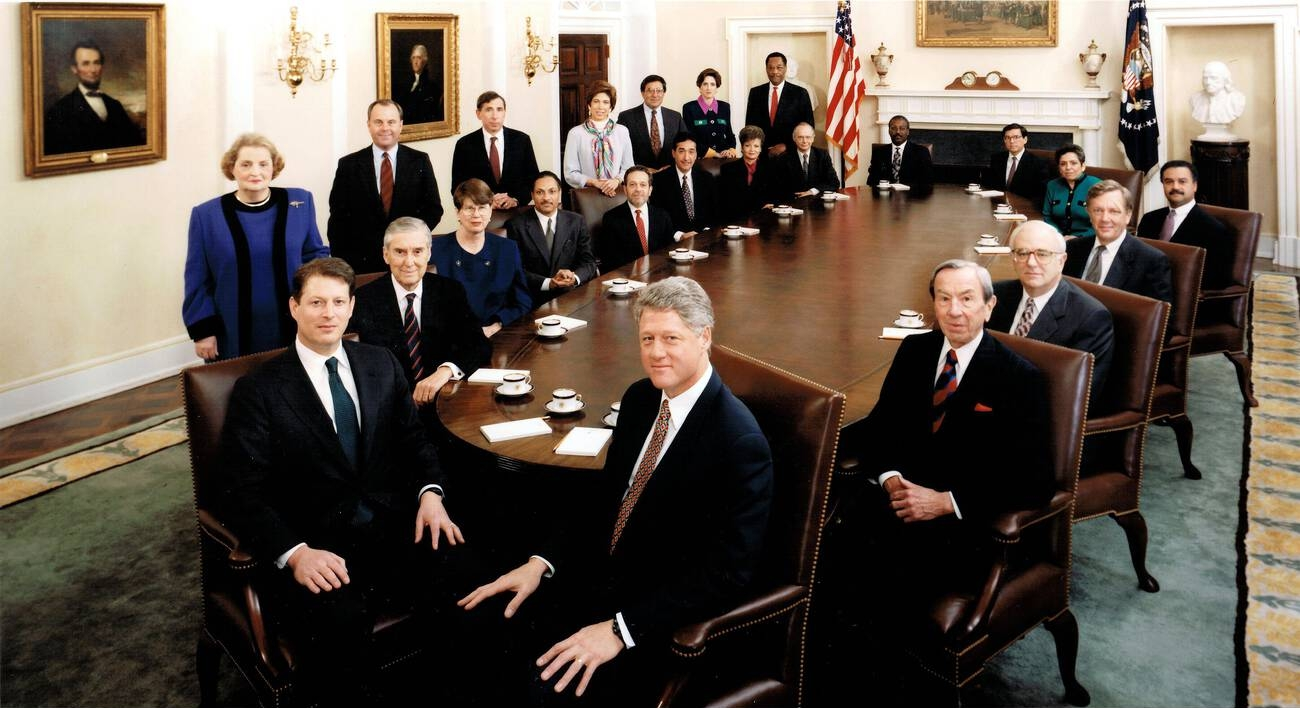
President Clintons regering, 1993. Presidenten sitter längst fram till höger, med vicepresident Al Gore till vänster.

### Fotnoter
1. ↑  ”United States of America” (på engelska). World Statesmen. 11 juli 1993. http://www.worldstatesmen.org/United_States.html. Läst 4 juni 2015.